# Claude Dansey
Sir Claude Dansey (Z), est un espion britannique né à Londres en 1876 et mort à Bath en 1947. Il sert dans la British South Africa Company durant la seconde guerre des Boers, avant d’être recruté par le Security Service (MI5) et de s’installer à New York au début des années 1910. Il rejoint pendant la Première Guerre mondiale le Secret Intelligence Service (MI6) de Mansfield Cumming et assure une liaison avec la « Dame blanche » en Belgique. Stationné à Rome entre 1929 et 1936, il seconde Stewart Menzies en tant que vice-directeur du MI6 au cours de la Seconde Guerre mondiale.

## Biographie
Claude Edward Marjoribanks Dansey naît le 21 octobre 1876, dans le quartier de Kensington à Londres. Il est le fils d’Edward Dansey, officier des Life Guards, et d’Eleanor Gifford, fille du baron Robert Gifford. Il étudie jusqu’en 1891 au Wellington College, dans le Berkshire, puis à l’école anglaise de Bruges. À l’âge de dix-sept ans, soupçonné d’être impliqué dans une relation homosexuelle avec Robert Ross et Alfred Douglas, amants d’Oscar Wilde, il manque d’être exposé et emprisonné.
Dansey s’engage en 1895 dans la British South Africa Police. Après la seconde guerre ndébélé, il intègre en 1898 les Lancashire Fusiliers. Il sert dans la North Borneo Company en 1899. Promu lieutenant, il participe à la seconde guerre des Boers, rencontrant Winston Churchill pendant le siège de Mafeking. Officier de renseignement en Somalie britannique, il devient capitaine de réserve en 1907 et rejoint le Security Service en 1909.
En 1910, Frank Vanderlip le met en contact avec le sénateur Nelson W. Aldrich, beau-père de John D. Rockefeller Jr et ami du banquier J. P. Morgan. Dansey devient l’année suivante un membre du Country Club Rockefeller à Sleepy Hollow, au nord de New York, où il espionne les Irlandais et fréquente de nombreux banquiers et industriels. Il est un proche d’Edward House, conseiller du président Woodrow Wilson à la Maison-Blanche.
Claude Dansey rentre à Londres peu avant la Première Guerre mondiale et travaille à Whitehall Court avec le Secret Intelligence Service de Mansfield Cumming. Il établit une liaison avec un réseau belge de renseignements, la « Dame blanche », transmettant les informations récoltées à C. Au moment de l’entrée en guerre des États-Unis, il part à Washington conseiller Ralph Van Deman (en), directeur du renseignement militaire américain (qui recrute le jeune J. Edgar Hoover). Toujours en 1917, il intervient pour libérer Léon Trotsky (arrêté au Canada par la police britannique), lui permettant de gagner la Russie pendant la révolution.
Dans les années 1920, il met à profit ses réseaux et se lance dans les affaires à Londres et à New York. Il reprend du service sous couverture diplomatique après le Krach de 1929, nommé à Rome par Hugh Sinclair, le successeur de Cumming à la tête de l’Intelligence Service. Il reste stationné en Italie jusqu’en 1936. D’après son biographe Michael R. D. Foot, « la rumeur se répandit qu’il avait été pris la main dans le sac et limogé. Il s’installa dans un bureau d’import export à Bush House et mit sur pied un réseau parallèle d’agents secrets lui faisant parvenir des renseignements. » Dansey utilise le nom de code « Z » et évite la transmission sans fil. Il compte parmi ses informateurs le pétrolier Henri Deterding (cofondateur de Shell), le producteur de cinéma Alexander Korda, ou la famille Oppenheimer, milliardaires sud-africains contrôlant le conglomérat diamantaire De Beers. Disposant d’une autonomie importante, "Z" est à la veille de la Seconde Guerre mondiale l’homme le mieux connecté du renseignement britannique, rendant directement compte à Hugh Sinclair.
Lorsque l’amiral Sinclair meurt en novembre 1939, son second Stewart Menzies lui succède comme directeur du MI6. Il choisit comme adjoint Claude Dansey (de quatorze ans son aîné) pour fusionner les réseaux de « Z » avec ceux de l’Intelligence Service. La guerre commence mal pour eux : l’incident de Venlo du 9 novembre 1939 (l’arrestation par la Gestapo de deux agents du MI6) met en péril tout l’édifice du renseignement britannique sur le continent. En 1940, Dansey reprend contact avec Walthère Dewé, fondateur de la « Dame blanche » en 1916, qui réactive le réseau sous le nom de Clarence après la défaite belge. Menzies se consacre à la source Ultra de Bletchley Park, tandis que Dansey dirige le contre-espionnage (XX Comittee). Il est aussi introduit dans la très secrète London Controlling Section chère à Winston Churchill, chargée de la désinformation et de la mystification des Allemands.
Claude Dansey se retire après la guerre dans un manoir de Bathampton, dans le Somerset. Il meurt à Bath le 11 juin 1947, âgé de 70 ans. À sa demande, sa femme détruit tous ses documents.

### Personnalité et hommages
Marie-Madeleine Fourcade, responsable du réseau de résistance Alliance, met en scène « Sir Claude » dans L'Arche de Noé, publié en 1971 aux éditions Fayard. Dansey est décrit comme ambigu et impénétrable par Reginald Victor Jones, le père du renseignement scientifique britannique. Il était un grand manipulateur : le romancier William Somerset Maugham, qui le côtoya au MI6, le décrit comme « un de ces hommes qui préfèrent toujours les voies tortueuses au droit chemin pour le plaisir subtil de tromper ses congénères. »